# Équipe de l'Empire russe de football
Maillots
L'équipe de l'Empire russe de football, créée en 1910 et dissoute en 1914, est la sélection des meilleurs joueurs russes lors des matchs de football masculin, sous l'égide de l'Union de football de toutes les Russies.

## Histoire
Comme dans les autres pays du monde, le football est introduit en Russie à la fin du XIXe siècle par des marins et expatriés britanniques. Le « St. Petersburg Football Club », le premier club en Russie, est fondé en 1879 par ces derniers. Progressivement les Russes adoptent ce sport et des équipes se forment à Saint-Pétersbourg, Moscou ou encore Odessa. L'équipe de l'Empire russe joue son premier match amical contre la Bohême et Moravie et s'impose 5-4 à Saint-Pétersbourg en 1910. En 1911, une sélection de joueurs russes affronte à Saint-Pétersbourg l'équipe d'Angleterre amateur. Cette dernière l'emporte onze buts à zéro.

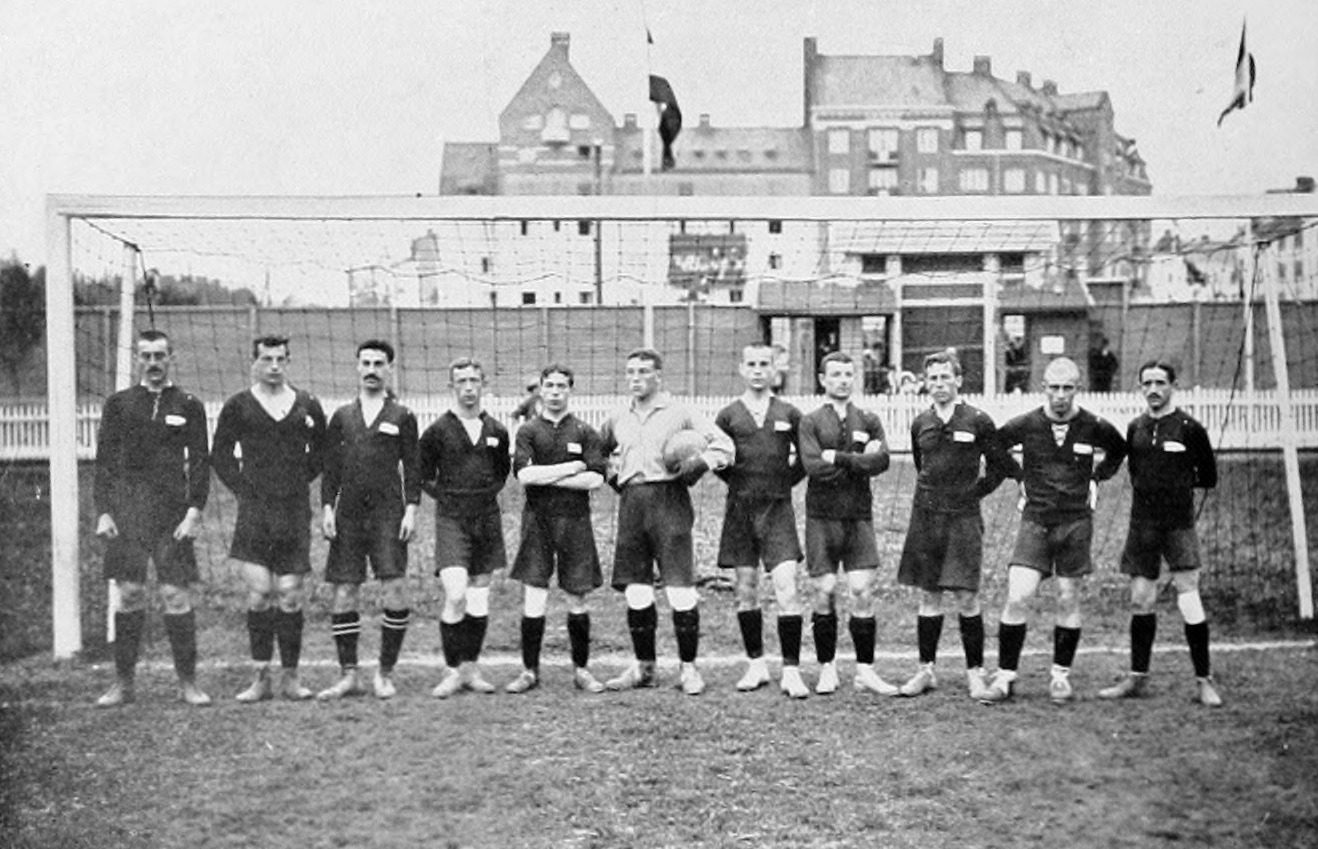
Sélection russe aux JO de 1912.

En janvier 1912, la Fédération de Russie de football (Всероссийский футбольный союз, à l'époque « Union de football de toutes les Russies ») est fondée par Arthur McFerson, Robert Fulda et Georges Duperron. Elle obtient la même année son affiliation à la Fédération internationale de football association (FIFA). L'été suivant, une équipe de football est intégrée à la délégation de l'Empire russe aux Jeux olympiques de Stockholm. Le 30 juin 1912, pour leur entrée en lice en quart de finale du tournoi de football, les Russes jouent leur premier match officiel. Ils s'inclinent face à la Finlande (1-2). Vassili Boutoussov est le premier buteur russe. Le lendemain, en tournoi de consolation, les Russes s'inclinent face à l'Allemagne, très lourdement (0-16) - cela reste la plus lourde défaite encaissée par une sélection russe. 
La sélection poursuit les années suivantes son apprentissage. Elle s'incline quelques jours après le tournoi olympique face à la Norvège (1-2), puis face à la Hongrie à Moscou (0-9 puis 0-12). Les deux années suivantes, elle organise de nouveaux matchs amicaux et obtient son premier match nul, face à la Norvège en septembre 1913 (1-1). L'éclatement de la Première Guerre mondiale met une pause à ses activités.
Après la révolution d'Octobre en 1917, l'Empire russe devient la République socialiste fédérative soviétique de Russie (RSFSR), membre de l'Union des républiques socialistes soviétiques (URSS). Le football met plusieurs années à se reconstruire en URSS pour finalement aboutir à la création de la Fédération d'URSS de football en 1922, puis d'une équipe d'Union soviétique qui joue son premier match en 1923. Cette équipe deviendra ensuite l'équipe de CEI en 1992, puis l'équipe de Russie à partir de l'été 1992.

## Personnalités historiques
Georges Duperron, considéré comme le fondateur du football en Russie, est l'entraîneur de l'équipe de l'Empire russe de 1910 à 1913. Robert Fulda, son adjoint lors des Jeux olympiques de 1912, lui succède en 1914. Les deux deviennent par la suite président de la Union de football de toutes les Russies, de 1914 à 1915 pour Fulda, et de 1915 à 1917 pour Duperron.
Vassili Zhitarev est le joueur le plus capé (huit sélections) et le meilleur buteur (quatre buts) de l'équipe alors que Vassili Boutoussov est connu pour être le premier buteur de la Russie en match officiel de l'Histoire de la Russie.

## Infrastructures
L'équipe de l'Empire russe n'a pas de stade fixe, ni même de terrain fixe. Les matchs disputés en Russie se faisaient à Saint-Pétersbourg au Nevsky Stadium (quatre matchs) ou à Moscou au Parc Sokolniki (quatre matchs)

## Résultats et statistiques
Le tableau ci-dessous liste l'ensemble des rencontres disputées par la sélection de l'Empire russe :
| #  | Date              | Lieu              | Adversaire          | Score | Compétition     |
| -- | ----------------- | ----------------- | ------------------- | ----- | --------------- |
| 1  | 16 octobre 1910   | Saint-Pétersbourg | Bohême et Moravie   | 5-4   | Amical          |
| 2  | 23 octobre 1910   | Moscou            | Bohême et Moravie   | 1-0   | Amical          |
| 3  | 2 septembre 1911  | Saint-Pétersbourg | Angleterre amateurs | 0-14  | Amical          |
| 4  | 3 septembre 1911  | Saint-Pétersbourg | Angleterre amateurs | 0-7   | Amical          |
| 5  | 4 septembre 1911  | Saint-Pétersbourg | Angleterre amateurs | 0-11  | Amical          |
| 6  | 6 mai 1912        | Moscou            | Finlande            | 1-1   | Amical          |
| 7  | 30 juin 1912      | Stockholm         | Finlande            | 1-2   | Jeux olympiques |
| 8  | 1er juillet 1912  | Stockholm         | Allemagne           | 0-16  | Jeux olympiques |
| 9  | 5 juillet 1912    | Stockholm         | Norvège             | 1-2   | Amical          |
| 10 | 12 juillet 1912   | Moscou            | Hongrie             | 0-9   | Amical          |
| 11 | 14 juillet 1912   | Moscou            | Hongrie             | 0-12  | Amical          |
| 12 | 29 avril 1913     | Saint-Pétersbourg | Suède               | 1-5   | Amical          |
| 13 | 4 mai 1913        | Saint-Pétersbourg | Suède               | 1-4   | Amical          |
| 14 | 14 septembre 1913 | Moscou            | Norvège             | 1-1   | Amical          |
| 15 | 5 juillet 1914    | Stockholm         | Suède               | 2-2   | Amical          |
| 16 | 12 juillet 1914   | Christiania       | Norvège             | 1-1   | Amical          |